# Pudong Dadao
Pudong Dadao (chiń. 浦电路站) – stacja metra w Szanghaju, na linii 4. Zlokalizowana jest pomiędzy stacjami Shiji Dadao i Yangshupu Lu. Została otwarta 31 grudnia 2005.